# Thuốc diệt cỏ

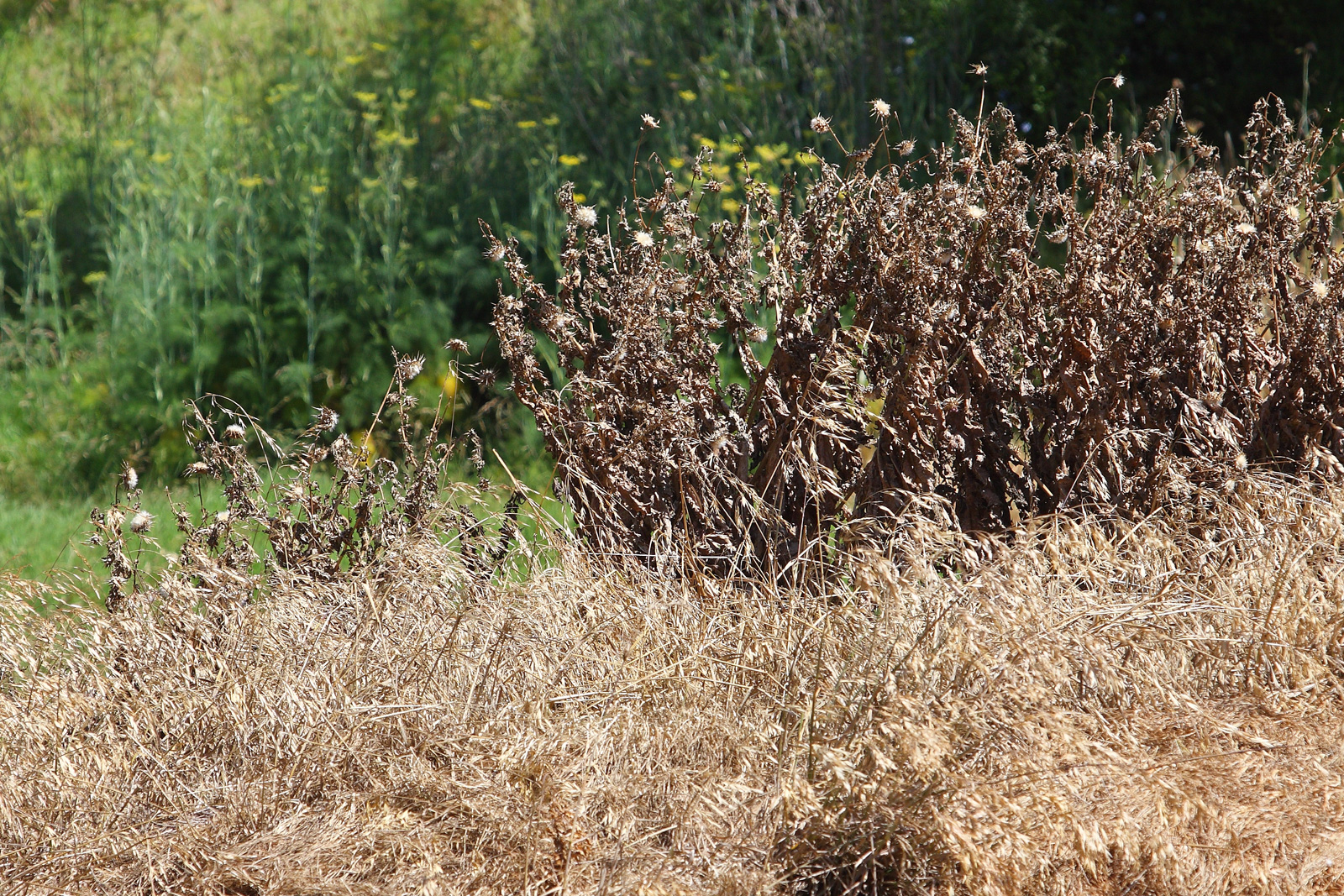
Kiểm soát cỏ dại bằng thuốc diệt cỏ

Thuốc diệt cỏ (thuốc trừ cỏ) là các chất hóa học được sử dụng để kiểm soát các loài thực vật không mong muốn. Thuốc trừ cỏ chọn lọc kiểm soát các loài cỏ cụ thể trong khi không gây hại cho cây trồng nên thường dùng trong nông nghiệp, trong khi thuốc diệt cỏ không chọn lọc giết mọi loại thực vật đã phơi nhiễm với thuốc, thuốc diệt cỏ không chọn lọc được dùng để dọn đất hoang, diệt cỏ nơi công trường, kiểm soát cỏ ở đường sắt hay trong trường hợp của glyphosate thì được dùng với các giống cây trồng được chuyển gen kháng. Ngoài tính chọn lọc, các thuốc diệt cỏ còn được phân biệt thông qua thời gian tác động (tiền nảy mầm/hậu nảy mầm), cơ chế tác dụng, cơ chế hấp thụ (tiếp xúc, lưu dẫn). Trong lịch sử, các sản phẩm như muối thường và muối kim loại khác được sử dụng như thuốc diệt cỏ, tuy nhiên việc sử dụng chúng đã dần bị loại bỏ do lo ngại độc tính.

## Tính Kháng Thuốc Của Cỏ Dại
Tính kháng thuốc của cỏ dại đã trở thành mối quan tâm chính trong sản xuất cây trồng trên toàn thế giới
Kháng thuốc diệt cỏ thường là do thiếu sự luân phiên sử dụng thuốc diệt cỏ và các ứng dụng liên quan thuốc diệt cỏ với cùng một vị trí tác dụng
Do đó, sự hiểu biết về các vị trí tác dụng của thuốc diệt cỏ là rất cần thiết cho việc lập kế hoạch chiến lược kiểm soát cỏ dại dựa trên thuốc diệt cỏ 
Thực vật đã phát triển tính kháng với atrazine và tới các chất ức chế ALS, và gần đây là với thuốc diệt cỏ glyphosate 
Cỏ dại kháng glyphosate có mặt ở phần lớn các trang trại trồng đậu nành, bông và ngô ở một số tiểu bang của Hoa Kỳ. Cỏ dại có thể kháng lại nhiều loại thuốc diệt cỏ khác phổ biến hiện nay. Rất ít loại thuốc diệt cỏ mới đang chuẩn bị được thương mại hoá, và không có loại nào có chế độ hoạt động phân tử mà không có tính kháng. Do hầu hết các loại thuốc diệt cỏ không thể diệt tất cả các loại cỏ, người nông dân đã luân canh cây trồng và các loại thuốc diệt cỏ để ngăn chặn cỏ dại kháng thuốc. Trong những năm đầu tiên, glyphosate không bị kháng thuốc và cho phép người nông dân giảm sử dụng luân canh. Nhưng từ năm 2005 đến 2010, các nhà nghiên cứu đã phát hiện ra 13 loài cỏ dại khác nhau đã phát triển tính kháng glyphosate. Cỏ dại kháng nhiều loại thuốc diệt cỏ với các chế độ hành động sinh học hoàn toàn khác nhau đang gia tăng 
Bayer, Syngenta, BASF, Corteva và các đơn vị phát triển sản phẩm đều đang phát triển các loại hạt giống kháng thuốc diệt cỏ, điều này sẽ giúp nông dân dễ dàng sử dụng các loại thuốc diệt cỏ khác nhau. Mặc dủ cỏ dại đã tiến hoá một số tính kháng với các loại thuốc diệt cỏ nhất định, Powles khẳng định rằng các tổ hợp "hạt giống và thuốc diệt cỏ" mới sẽ hoạt động tốt nếu được sử dụng luân phiên một cách thích hợp 

## Quản Lý Tính Kháng
Kinh nghiệm trên toàn thế giới cho thấy người nông dân có xu hướng ít ngăn chặn sự phát triển tính kháng thuốc diệt cỏ, và chỉ có biẻn pháp xử lý khi ruộng của họ hoặc hàng xóm gặp vấn đề. Việc quan sát cẩn thận là rất quan trọng để có thể phát hiện ra sự giảm hiệu quả của thuốc diệt cỏ. Điều này có thể cho thấy sự kháng cự tiến hoá. Điều quan trọng là sự kháng cự được phát hiện ở giai đoạn đầu vì nếu khi nó trở thành một vấn đề cấp bách, ảnh hưởng đến toàn trang trại, các phương án xử lý sẽ bị hạn chế hơn và chi phí lớn hơn là gần như không thể tránh khỏi 
Một điều kiện tiên quyết để xác nhận tình trạng kháng thuốc là xét nghiệm chẩn đoán tốt. Lý tưởng nhất là phải nhanh chóng, chính xác, giá rẻ và dễ tiếp cận. Nhiều xét nghiệm chẩn đoán đã được phát triển bao gồm xét nghiệm nồi thủy tinh, xét nghiệm đĩa petri và huỳnh quang diệp lục. 
Hầu hết các trường hợp kháng thuốc diệt cỏ là hậu quả của việc sử dụng thuốc diệt cỏ nhiều lần, thường liên quan đến độc canh cây trồng và giảm các biện pháp canh tác. Đo đó điều cần thiết là phải sửa đổi các thực hành này để ngăn chặn hoặc trì hoãn sự khởi đầu của tính kháng thuốc hoặc để kiểm soát các quần thể kháng thuốc hiện có.
Một mục tiêu quan trọng là giảm áp lực chọn lọc. Cách thức tiếp cận của phương thức quản lý cỏ dại tích hợp (IWM) là bắt buộc, trong đó sử dụng càng nhiều chiến thuật để chống lại cỏ dại càng tốt. Các này giúp giảm sự phụ thuộc vào thuốc diệt cỏ và do đó áp lực chọn lọc cũng được giảm theo.
Thuốc diệt cỏ nên được sử dụng với tiềm năng lớn nhất của chúng bằng cách đảm bảo rằng thời gian, liều lượng, phương pháp ứng dụng, điều kiện đất đai và khí hậu là tối ưu để hoạt động hiệu quả. Chỉ phun thuốc hoặc bôi thuốc diệt cỏ vào những khu vực bị nhiễm bệnh nặng là một biện pháp khác để giảm tổng lượng sử dụng thuốc diệt cỏ.

## Thực Trạng Sử Dụng Thuốc Diệt Cỏ
Việc sử dụng thuốc trừ cỏ hoá học là một giải pháp hiệu quả và an toàn giúp cải thiện hiệu quả kiểm soát cỏ dại và giảm gánh nặng công việc rất lớn cho nông dân từ việc làm cỏ bằng tay. Nếu không có các sản phẩm thuốc trừ cỏ, để làm sạch cỏ 1ha cần tốn 126 giờ làm việc liên tục trên ruộng, nông dân phải đi bộ khoảng 10 km và luôn ở tư thế khom lưng. Việc giới thiệu và ứng dụng thuốc trừ cỏ đã giúp cải thiện đáng kể sức khoẻ của nông dân, đồng thời tạo điều kiện cho họ nâng cao thu nhập do chi phí công lao động giảm và thời gian tiết kiệm được có thể làm những công việc gia tăng thu nhập khác. 
Tại Hoa Kỳ trong năm 2007, khoảng 83% của tất cả các sử dụng thuốc diệt cỏ, xác định trọng lượng áp dụng, lĩnh vực nông nghiệp.:12 Trong năm 2007, chi phí thuốc trừ sâu thế giới đạt khoảng 39,4 tỷ USD. thuốc diệt cỏ là khoảng 40% những người bán hàng và chiếm phần lớn nhất, tiếp theo là thuốc trừ sâu, thuốc diệt nấm, và các loại khác.:14 với số lượng nhỏ hơn được sử dụng trong lâm nghiệp, hệ thống đồng cỏ, và quản lý các khu vực dành riêng như môi trường sống hoang dã.
Theo Tổng hội Nông nghiệp và Phát triển nông thôn (PTNT) Việt Nam, Việt Nam là một trong những quốc gia sử dụng thuốc BVTV nhiều và khó kiểm soát. Danh mục thuốc BVTV được phép sử dụng, hạn chế sử dụng và cấm sử dụng ở Việt Nam hiện hành có 217 hoạt chất với 664 tên thương phẩm đăng ký phòng trừ cỏ dại trên các loại cây trồng và đất trồng trọt.
Trung bình 5 năm trở lại đây, mỗi năm Việt Nam chi từ 500 - 700 triệu USD để nhập thuốc bảo vệ thực vật. Trong số này, 48% là thuốc diệt cỏ, tương đương 19.000 tấn, còn lại là thuốc trừ sâu, trừ bệnh, khoảng trên 16.000 tấn.
Trong số các loại thuốc bảo vệ thực vật, thuốc trừ cỏ hóa học được sử dụng nhiều và phổ biến do chi phí thấp, hiệu lực sinh học cao. Hiệu quả sử dụng thuốc trừ cỏ đạt trên 75%, cao hơn so với thuốc trừ sâu bệnh (35-45%). Lưu trữ ngày 16 tháng 3 năm 2019 tại Wayback Machine
Thuốc diệt cỏ dùng trên mọi đối tượng cây trồng, trong đó thuốc trừ cỏ dùng trên lúa là nhiều nhất. Việc sử dụng thuốc BVTV nói chung và thuốc trừ cỏ nói riêng ở Việt Nam còn nhiều hạn chế, không đúng kỹ thuật. 

## Thách Thức Trong Quản Lý và Sử Dụng Thuốc Trừ Cỏ tại Việt Nam
Từ những năm 1950 cho tới nay thuốc trừ cỏ vẫn chiếm một vai trò quan trọng trong sản xuất nông nghiệp, giúp cải thiện năng suất nông nghiệp, tiết kiệm sức lao động cho người nông dân, cải thiện thu nhập nông hộ. So với các phương thức làm cỏ khác, thuốc trừ cỏ hoá học vẫn là công cụ quản lý cỏ dại phổ biến và được sử dụng nhiều nhất hiện nay. Nếu không có các sản phẩm thuốc trừ cỏ hoá học, gần 1 nửa sản lượng nông nghiệp sẽ bị thiệt hại, từ khoảng 40 – 45%. Thêm vào đó, nếu chỉ sản xuất nông nghiệp hữu cơ không sử dụng thuốc trừ cỏ hóa học, nông dân sẽ phải trả chi phí gấp 20 lần cho phòng trừ cỏ dại so với sản xuất thông thường, có sử dụng thuốc trừ cỏ.
Lạm dụng thuốc trừ cỏ, sử dụng thuốc quá liều lượng khuyến cáo, sử dụng sai mục đích, đặc biệt là trình độ nhận thức, hiểu biết và trách nhiệm xã hội của người sử dụng thuốc trừ cỏ tại Việt Nam còn hạn chế là những nguyên nhân chính gây ra một số ảnh hưởng không mong muốn tới sức khoẻ cộng đồng và môi trường trong thời gian gần đây.
Việc sử dụng thuốc trừ cỏ được nhận định sẽ còn cần thiết đối với sản nông nghiệp ở Việt Nam do truyền thống canh tác, do áp lực cỏ dại và xu hướng thiếu nhân lực trong ngành nông nghiệp. Vấn đề đặt ra là phải sử dụng thuốc trừ cỏ như thế nào cho phù hợp, ở đây chính là khâu kiểm soát và quản lý.
Ông Nguyễn Xuân Hồng, nguyên Cục trưởng Cục Bảo vệ thực vật, Bộ Nông nghiệp và Phát triển nông thôn đánh giá, khó khăn, thách thức trong quản lý thuốc trừ cỏ là sản xuất manh mún, số lượng người sử dụng tiếp xúc trực tiếp với thuốc trừ cỏ nhiều, trong khi đó hiểu biết kỹ thuật, nhận thức về trách nhiệm của người sử dụng thuốc hạn chế.
Cùng với đó là số lượng cửa hàng và người buôn bán thuốc quá nhiều, điều kiện kinh doanh còn lỏng lẻo; vai trò của chính quyền cơ sở trong việc tuyên truyền, hướng dẫn, kiểm tra, giám sát việc buôn bán, sử dụng thuốc trên địa bàn quản lý chưa được quan tâm đúng mức; thiếu cán bộ và cơ chế tư vấn lựa chọn, sử dụng thuốc cho người sản xuất.
Cục BVTV cho rằng, cần đẩy mạnh tuyên truyền nâng cao nhận thức, hiểu biết của người sản xuất và cộng đồng. Đồng thời, hoàn thiện các quy định của pháp luật về quản lý thuốc theo hướng chặt chẽ và chế tài đủ sức dăn đe.

## Thuốc Trừ Cỏ Sinh Học
Thuốc trừ cỏ là những hóa chất dùng để ngăn chặn cỏ phát triển trong vùng mà con người không mong muốn. Thuốc trừ cỏ dại trong vùng cây trồng có nhiều rủi ro xảy ra khi sử dụng thuốc trừ cỏ hóa học. Những rủi ro cần phải phòng tránh gồm cả việc kháng thuốc trừ cỏ của cây trồng. Nó có thể xẩy ra thông qua kỹ thuật di truyền, công nghệ DNA tái tổ hợp. Vì thế, việc chuyển gen cây cà chua và thuốc lá đã được phát triển trong đó thể hiện khả năng kháng một số thuốc diệt cỏ cụ thể (Deeptirekha Jain, 2016).
Một số cây trồng nhất định không cho phép cỏ dại mọc gần chúng. Chúng được gọi là "smoother crops", ví dụ, lúa mạch, lúa mạch đen, lúa miến, kê, cỏ ba lá ngọt, cỏ linh lăng, đậu nành, hướng dương…Những loài cây trồng này có khả năng tiết ra các chất hóa học diệt cỏ dại quanh nó. Vì vậy, việc luân canh với các cây trồng này sẽ giảm cỏ dại một cách tự nhiên cho cây trồng.
Phương pháp sinh học khác là áp dụng một số loài côn trùng đặc biệt ăn và diệt cỏ như Cactoblastis cactorum; Bọ cánh cứng Chrysolina spp. Tuy nhiên những phương pháp này còn nhiều hạn chế.
Thuốc trừ cỏ sinh học có thể kiểm soát cỏ dại hay những cây mọc ngoài ý muốn mà không làm hại các cây trồng hữu ích. Thuốc trừ cỏ sinh học đầu tiên xuất hiện là thuốc trừ cỏ sử dụng nấm trừ cỏ. Được đưa vào sử dụng trong năm 1981. Các thuốc diệt cỏ là nấm Phytophthora palmivora. Các loại nấm này không cho phép Cỏ bông tai họ dây leo mọc trong vườn cam quýt. Tăng trưởng của bèo Lục bình (Eichhornia crassipes) được phòng trừ bởi nấm bệnh Cercospora rodmanii tại Mỹ và nấm Alternaria eichhorniae ở Ấn Độ (Alternaria eichhorniae là một chi nấm ascomycete. loài Alternaria được biết đến như là tác nhân gây bệnh chủ yếu của cây – www. en.wikipedia.org).
Nấm Puccinia chondrilla dùng để kiểm soát sự phát triển của cỏ dại có tên là Skeleton, và cỏ chondrilla juncea tại Úc. Bào tử nấm thường có sẵn dùng để phun trên loại cỏ này để diệt trừ. Hai trong số Thuốc sinh học này là "Devine" và "Collego". Các bào tử này rất lý tưởng cho việc trở thành sản phẩm Thuốc trừ cỏ sinh học vì chúng có thể chịu đựng được điều kiện bất lợi và có thể sống sót trong thời gian dài. Một số loại Thuốc trừ dịch hại sinh học đã được thương mại hóa. Ngoài ra ở Mỹ còn có thể sử dụng tác nhân không phải sinh học như Natri chloride (Sodium chloride), có thể dùng trừ cỏ trong sản xuất hữu cơ.